# Sarcophaga freedmani
Sarcophaga freedmani är en tvåvingeart som beskrevs av Zumpt 1956. Sarcophaga freedmani ingår i släktet Sarcophaga och familjen köttflugor. Inga underarter finns listade i Catalogue of Life.